# 农代会
农代会，或称贫代会，全名贫下中农代表大会，1967年后中国各地陆续建立，农代会主要负责人作为群众代表在当地革命委员会任职。北京市农代会于1967年3月19日召开。

## 参看
- 红代会
- 工代会